# Adaptación hipermedia
Los sistemas de adaptación hipermedia, además de proporcionar información, intentan adaptarse a las características del usuario de manera que el trabajo a realizar por el computador sea menos pesado y más rápido, y que también aprenda mejor. Los sistemas de adaptación hipermedia se han transformado con el tiempo como una evolución lógica de los sistemas hipermedia tradicionales utilizados en la educación.

## Funcionamiento
Como la estructura de un sistema hipermedia está formada por nodos de información y los enlaces que hay entre ellos, podemos hablar dentro de la adaptación hipermedia de adaptación de presentación de contenidos y adaptación del soporte de navegación, que es la forma de presentación de los enlaces. 
Un método común o marco de diseño para un sistema de adaptación hipermedia cuenta con tres módulos interdependientes que son los modelos del dominio, usuario y entorno. 

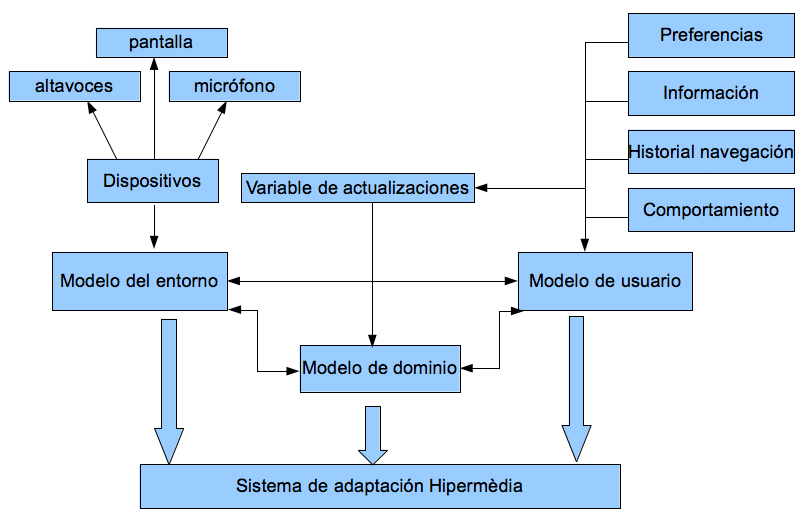
Mapa conceptual de trabajo de un sistema de adaptación hipermedia.

### Modelo del Dominio
La información que encontramos en el modelo del dominio representa los contenidos de los sistemas de adaptación hipermedia y sobre ellos el usuario vertebrará su experiencia. Cada contenido tiene un conjunto de temas. Estos temas representan las piezas individuales de los conocimientos para cada dominio y el tamaño de cada tema variara en relación con el dominio en particular. Además los temas están vinculados entre sí formando una red semántica. La red semántica es la estructura del dominio, a partir de la que se puede adaptar el sistema al usuario final. Se puede añadir información extra con el objetivo de proporcionar un sistema más inteligente. Esta información se añade en forma de metadatos. 
Los elementos condicionales de los temas usan variables simples que representan la cantidad de pesos para determinados contenidos en función de las preferencias del usuario y el historial. A través del uso del modelo de usuario, este puede ver los conceptos básicos sin ninguna restricción. Después de ver los conceptos básicos una variable de actualizaciones permite que el usuario encuentre conceptos avanzados en relación con sus preferencias.

### Modelo de Usuario
En el modelo de usuario se almacena la información sobre el mismo. Esta información la puede proporcionar directamente el usuario o la puede inferir el sistema. Para generar el modelo correcto de usuario, el sistema emplea los siguientes parámetros.

#### Preferencias
Esta información permite adaptar la presentación del sistema al gusto del usuario. El sistema proporciona una interface para modificarlo, y el usuario es quien decide las características del sistema.

#### Información sobre el usuario
Es información que no cubre el sistema hipermedia pero que puede ser relevante para la adaptación del mismo. En este apartado se puede tener presente información como la profesión, la experiencia en áreas relacionadas con la profesión, las discapacidades del usuario, etc. El sistema puede recoger información en cada sesión del usuario para una retroalimentación positiva del sistema. 

#### Historial del usuario en la red
Esta información consiste en un listado de nodos visitados por el usuario, normalmente ordenada del más reciente al más antiguo. Puede estructurarse en sesiones de navegación. Esta información se utiliza como una herramienta en la navegación por el dominio. En Hypercase se utiliza para recomendar enlaces que ayuden a lograr el objetivo del usuario en su aprendizaje.

#### Comportamiento del usuario
El sistema puede identificar diferentes hábitos del usuario delante del sistema. El sistema puede ser capaz de identificar diferentes formas de utilización del sistema. Un ejemplo de comportamiento es aquel en que el usuario busca de manera reiterada y persistente información más detallada sobre los temas presentados. El sistema podrá ser capaz de deducir que la información propuesta no es lo bastante eficaz y que debería ser de naturaleza más técnica. 

### Modelo del entorno
El modelo del entorno contiene información que se utiliza para modelar la funcionalidad multimedia que está utilizando el usuario. El sistema puede adaptarse a las características del soporte físico que utiliza el alumno. Si no hay unos requisitos previos, puede ser que alguna funcionalidad del sistema sea inutilizable, y en ese caso el sistema se adaptará a las características del soporte físico.

## Campos de aplicación
Uno de los campos de aplicación más populares de la adaptación hipermedia lo encontramos en el campo de la educación, ya que tiene la capacidad de adaptar lo que el alumno va aprendiendo, habilidades, necesidades e intereses, mediante enlaces con gran relevancia para el usuario. Esto requiere que el sistema sea capaz de adaptarse con eficacia a las necesidades del alumno.
Otro campo donde se utiliza la adaptación hipermedia es el e-business: en este campo los artículos ofrecidos para la compra pueden ser adaptados al usuario detectando los intereses y preferencias de este. Un buen ejemplo de este comportamiento es Amazon, donde encontramos de forma más que evidente una manera de aumentar los beneficios mediante la adaptación hipermedia en las búsquedas de sus consumidores.

## Lecturas recomendadas
- Peter Brusilovsky: Adaptive Hypertext and Hypermedia. Springer, 1998, ISBN 978-0792348436 (PDF-Datei; 229 kB)